# Czuryłowo Dalekie
Czuryłowo Dalekie (biał. Чурылава Далёкае; ros. Чурилово Далёкое) – wieś na Białorusi, w obwodzie witebskim, w rejonie miorskim, w sielsowiecie Powiacie.

## Historia
W czasach zaborów wieś w gminie Leonpol, w powiecie dzisieńskim, w guberni wileńskiej Imperium Rosyjskiego.
W latach 1921–1945 kolonia leżała w Polsce, w województwie wileńskim, w powiecie dziśnieńskim (od 1926 w powiecie brasławskim), w gminie Leonpol.
Według Powszechnego Spisu Ludności z 1921 roku zamieszkiwało tu 174 osób, 1 były wyznania rzymskokatolickiego, 173 prawosławnego. Jednocześnie wszyscy mieszkańcy zadeklarowali białoruską przynależność narodową. Były tu 34 budynki mieszkalne. W 1931 w 40 domach zamieszkiwało 198 osób.
Wierni należeli do parafii rzymskokatolickiej i prawosławnej w Leonpolu. Miejscowość podlegała pod Sąd Grodzki w Drui i Okręgowy w Wilnie; właściwy urząd pocztowy mieścił się w Leonpolu.
W 1921 roku umiejscowiono tu placówkę 3 kompanii 27 batalionu celnego. Od 1924 w Czuryłowie funkcjonowała strażnica KOP „Czyryłowo”.
Strażnicę KOP „Czuryłowo” zaatakowało o 17 września 1939 o 4:40 zgrupowanie w sile: kompania piechoty, pluton km i 50 kawalerzystów pod dowództwem kpt. Biedrinowa. Sowieci wyparli Polaków z budynku, spychając ich w stronę granicznej Dźwiny. W wyniku starcia poległo 5 żołnierzy WP, 7 dostało się do niewoli. W trakcie napadu Sowieci strat nie ponieśli, jedynie w drodze powrotnej podczas przeprawy przez rzekę na wysokości folwarku Baliny utonął jeden pogranicznik.
W wyniku napaści ZSRR na Polskę we wrześniu 1939 miejscowość znalazła się pod okupacją sowiecką. 2 listopada została włączona do Białoruskiej SRR. Od czerwca 1941 roku pod okupacją niemiecką. W 1944 miejscowość została ponownie zajęta przez wojska sowieckie i włączona do Białoruskiej SRR.
Od 1991 w składzie niepodległej Białorusi.